# Assia Raziki
Assia Raziki (arabisch آسيا الرزيقي; * 4. Oktober 1996) ist eine marokkanische Leichtathletin, die sich auf den Sprint spezialisiert hat und auch im Mittelstreckenlauf an den Start geht.

## Sportliche Laufbahn
Erste internationale Erfahrungen sammelte Assia Raziki 2014 bei den Afrikameisterschaften im heimischen Marrakesch, bei denen sie im 100-Meter-Lauf mit 12,27 s in der ersten Runde ausschied und über 200 Meter bis in das Halbfinale gelangte, in dem sie mit 25,09 s ausschied. Im Jahr darauf gewann sie bei den Arabischen Meisterschaften in Manama in 23,77 s die Bronzemedaille im 200-Meter-Lauf hinter der Bahrainerin Edidiong Odiong und Dana Hussein Abdulrazak aus dem Irak. Zudem belegte sie über 100 Meter in 11,83 s Rang fünf. 2016 gewann sie bei den U23-Mittelmeermeisterschaften in Tunis in 23,77 s die Bronzemedaille im 200-Meter-Lauf und gelangte anschließend bei den Afrikameisterschaften in Durban in beiden Bewerben bis in das Halbfinale, in dem sie mit 12,06 s bzw. 24,31 s ausschied. Im Jahr darauf siegte sie bei den Arabischen Meisterschaften in Radès in 11,63 s und 23,80 s über 100 und 200 Meter sowie in 46,69 s und 3:44,22 min auch in der 4-mal-100- und 4-mal-400-Meter-Staffel. Zuvor belegte sie bei den Islamic Solidarity Games in Baku in 23,77 s den fünften Platz über 200 Meter und wurde mit der 4-mal-100-Meter-Staffel disqualifiziert. Anschließend gewann sie bei den Spielen der Frankophonie in Abidjan in 52,98 s die Bronzemedaille im 400-Meter-Lauf und wurde über 100 Meter in 11,78 s Vierte. 2018 schied sie bei den Mittelmeerspielen in Tarragona über 200 Meter mit 24,21 s in der ersten Runde aus und belegte mit der 4-mal-400-Meter-Staffel in 3:33,91 min Rang vier.
2019 gewann sie bei den Arabischen Meisterschaften in Kairo in 53,73 s die Silbermedaille über 400 Meter hinter der Bahrainerin Salwa Eid Naser und über 100 Meter gewann sie in 12,09 s die Bronzemedaille hinter den Bahrainerinnen Hajar al-Khaldi und Iman Essa Jasim. Im August nahm sie erstmals an den Afrikaspielen in Rabat teil und platzierte sich dort in 53,24 s auf dem achten Platz über 400 Meter. 2021 siegte sie in 52,75 s über 400 Meter bei den Arabischen Meisterschaften in Radès und gewann in 23,49 s die Bronzemedaille über 200 Meter hinter der Irakerin Dana Hussein und Bassant Hemida aus Ägypten. Zudem siegte sie in 3:45,64 min in der 4-mal-400-Meter-Staffel. Im Jahr darauf startete sie im 800-Meter-Lauf bei den Afrikameisterschaften in Port Louis und belegte dort in 2:04,75 min den fünften Platz. Anschließend gewann sie bei den Mittelmeerspielen in Oran in 2:01,44 min die Bronzemedaille hinter der Türkin Ekaterina Guliyev und Eloisa Coiro aus Italien und wurde im Staffelbewerb disqualifiziert. Im Juli startete sie über 800 Meter bei den Weltmeisterschaften in Eugene und schied dort mit 2:03,77 min in der ersten Runde aus. Anschließend gewann sie bei den Islamic Solidarity Games in Konya in 2:03,03 min die Bronzemedaille über 800 Meter hinter der Türkin Guliyev und ihrer Landsfrau Soukaina Hajji. Zudem gewann sie mit der Frauenstaffel in 3:35,86 min die Bronzemedaille hinter den Teams aus Bahrain und der Türkei und sicherte sich zudem in 3:20,29 min die Silbermedaille in der Mixed-Staffel hinter der bahrainischen Mannschaft. 2023 siegte sie in 2:13,20 s über 800 Meter bei den Arabischen Meisterschaften in Marrakesch. Kurz darauf siegte sie in 2:05,17 min bei den Panarabischen Spielen in Algier über 800 Meter und siegte in 3:35,80 min auch mit der Staffel. Im August siegte sie in 2:09,45 min bei den Spielen der Frankophonie in Kinshasa über 800 Meter und in 3:33,89 min mit der Staffel und anschließend schied sie bei den Weltmeisterschaften in Budapest mit 2:00,91 min in der ersten Runde aus. Im Jahr darauf kam sie bei den Afrikaspielen in Accra mit 2:09,33 min nicht über den Vorlauf über 800 Meter hinaus und belegte dann im Juni bei den Afrikameisterschaften in Douala in 2:02,14 min den fünften Platz.
In den Jahren 2014 und 2015 wurde Raziki marokkanische Meisterin im 100-Meter-Lauf sowie 2015 und 2019 über 200 Meter und 2019 und 2021 über 400 Meter. 2023 und 2024 wurde sie Landesmeisterin im 800-Meter-Lauf.

## Persönliche Bestleistungen
- 100 Meter: 11,45 s (+0,1 m/s), 22. Juni 2016 in Durban (marokkanischer Rekord)
- 200 Meter: 23,49 s (0,0 m/s), 20. Juni 2021 in Radès
- 400 Meter: 52,75 s, 17. Juni 2021 in Radès
- 600 Meter: 1:24,62 min, 19. Juni 2022 in Rabat (marokkanische Bestleistung)
- 800 Meter: 2:00,91 min, 23. August 2023 in Budapest